# シュパト・カサピ
シュパト・カサピ（アルバニア語:Shpat Kasapi、マケドニア語:Шпат Касапи / Špat Kasapi、1985年5月1日 - ）は、マケドニア共和国・テトヴォ出身のアルバニア人歌手である。

## 来歴

### 出自
ユーゴスラビア社会主義連邦共和国（現・マケドニア共和国）のテトヴォに生まれ、同地で初等教育・中等教育を終えた後、首都スコピエのトルコ系のヤヒヤ・ケマル・カレッジ（Yahya Kemal）に通い、その後テトヴォの南東ヨーロッパ大学で政治学の学位コースで学んでいる。

### 音楽キャリア
1998年、13歳のときにテトヴォの児童音楽祭Bletëzat 98で優勝したことが音楽キャリアの始まりとなった。2002年にはティラナのKëngët e Stinës音楽祭で、2003年にはスコピエのNota Fest音楽祭とAlbafest音楽祭で賞を受けた。その後もPop Idol 2004出場や、ケンガ・マジケ2004のビデオクリップ賞、Kenga Magje 2005の一般投票、Top Fest 2006の最優秀男性歌手などに選ばれた。

## アルバム

### オリジナル・アルバム[1]
- Do Të Vijë Një Ditë (2003年)
- Axhamiu (2004年)
- Pa Ty S'jetoj (2005年)
- Kush Të Ndau Prej Meje (2006年)
- S'e Pranon (2007年)
- Sillu Pshtillu (2008年)
- Medikament (2010年)
- Sa Me Lendoi (2011年)
- Bukurane (2012年)

### ベスト・アルバム
- Best Of (2008年)

### ライブ・アルバム
- Live (2009年)